# Hôn nhân cùng giới ở Lãnh thổ Nam Cực thuộc Anh
Hôn nhân cùng giới ở Lãnh thổ Nam Cực thuộc Anh, là một khu vực của Nam Cực và là một trong 14 Lãnh thổ hải ngoại của Anh, đã hợp pháp kể từ ngày 13 tháng 10 năm 2016. Từ ngày 2 tháng 8 năm 2016 đến ngày 30 tháng 9 năm 2016, một cuộc tham vấn về dự thảo pháp lệnh hôn nhân mới đã được Văn phòng Ngoại giao và Liên bang tiến hành. Sắc lệnh mới tuyên bố rằng các luật liên quan đến hôn nhân ở Anh sẽ được áp dụng trên lãnh thổ, do đó cho phép hôn nhân cùng giới. Sắc lệnh được Ủy viên Peter Hayes tuyên bố vào ngày 13 tháng 10 năm 2016 và có hiệu lực ngay từ đầu.